# TMF Superchart
De TMF Superchart was een Nederlandse hitlijst die gebaseerd was op gratis downloads en internetviews. Het was de enige lijst die dat bijhield. Het programma werd tussen maart 2008 en september 2011 iedere zaterdag om 18.00 uur uitgezonden door TMF.  De eerste nummer 1-hit was Nikki met 'Hello World'. De grootste hit was 'Poker Face' van Lady Gaga. De lijst maakte de 33e populairste singles van internet bekend.
Het programma werd gepresenteerd door Amir Charles.

## Records
- Eerste nummer 1-hit - Nikki - Hello world
- Grootste hit ooit - Lady Gaga - Poker Face
- Grootste sprong naar nummer 1 - Jay-Z, Rihanna & Kanye West - Run This Town (van 33 naar 1)
- Grootste val van nummer 1 - U2 - Get on Your Boots (van 1 naar 10)
- Meeste weken op nummer 1 achter elkaar Justin Bieber - Baby (7 weken)
- Meeste weken op nummer 1 in totaal Lady Gaga - Poker Face (11 weken)
- Meeste weken genoteerd in de top 33 Lady Gaga - Poker Face (38 weken)
- Nieuw op 1 - Nikki - Hello world
- Britney Spears - Circus
- Britney Spears - 3